# Daryl Gurney
Daryl Gurney (Londonderry, 1986. március 22. –) északír dartsjátékos. 2004-től 2013-ig a British Darts Organisation, majd 2013-tól a Professional Darts Corporation tagja. Beceneve "SuperChin".

## Pályafutása

### BDO
Gurney karrierjét a BDO-nál kezdte, amelynek 2004-ben lett a tagja. Egészen 2009-ig kellett várnia az első komolyabb eredményeire, amikor is a WDF Europe Cup döntőjébe sikerült beverekednie magát, de itt kikapott Mark Webstertől.
A következő évben részt vett első BDO világbajnokságán. Ezen a vb-n a nyolcaddöntőig jutott, ahol a későbbi győztes Martin Adams ellen esett ki. Első tornagyőzelmeit 2012-ben szerezte. Megnyerte a England Masterst, a Tom Kirby Memorial Trophyt és a Northern Ireland Opent.
Gurney 2012-ben elhagyta a BDO-t és átszerződött a PDC-hez.

### PDC
Rögtön első PDC-s évében kvalifikálni tudta magát a világbajnokságra. Gurney-nek selejtezős meccset kellett játszania, hogy bekerüljön a legjobb 64 közé. Ellenfele a horvát Robert Marijanović volt, akit 4–3 arányban győzött le. A legjobb 64 között Andy Smith-t kapta, akit 3–1-re sikerült legyőznie. Gurney számára a végállomást a második kör jelentette, ahol Dave Chisnall ellen kapott ki 4–1-re.
A vb után Gurney karrierje hullámvölgybe került, emiatt nem is sikerült kijutnia a 2014-es világbajnokságra. 2014-ben bejutott a UK Open főtáblájára, ahol a második körben kiesett Ian White ellen. Gurney ebben az évben megnyerte az Irish Masterst és év végén 2013 után újra kvalifikálta magát a világbajnokságra.
A vb-n Scott MacKenzie-vel találkozott a selejtezőben, aki ellen 4–3-ra diadalmaskodott. A legjobb 64 között viszont 3–1-es vereséget szenvedett Ronnie Baxtertől.
2015-ben többször elődöntőt játszott a Pro Tour állomásain. A Players Championship Finals tornán az első fordulóban Kim Huybrechtset verte 6–2-re, a nyolcaddöntőben Gary Andersont 10–4-re, a negyeddöntőben Benito van de Past 10–5-re győzte le. Az elődöntőben a világranglista első Michael van Gerwennel csapott össze, akitől 11–2-re kapott ki.
A 2016-os PDC világbajnokságon az első körben Jamie Lewis ellen jutott tovább és jutott a második körbe, ahol a címvédő Gary Andersonnal találkozott. A címvédő ellen nem sikerült a továbbjutás, így újra korán véget ért Gurney számára a világbajnokság. Gurney az év végén már bekerült a világranglistán a legjobb 32 közé, így automatikusan kvalifikálta mágat a következő évi világbajnokságra.
2017-ben a világbajnokságon az első körben Jermaine Wattimena ellen nyert 3–1-re, a második körben Robert Thorntonnal találkozott, aki ellen szintén sikerült kiharcolnia a továbbjutást. Miután a harmadik kört is sikerrel vette Mark Webster ellen, Gurney életében először jutott a legjobb 8 közé a világbajnokságon. Itt a világelső van Gerwen volt az ellenfele, aki 5–1-re verte meg Gurney-t.
Az év további részében a UK Open-en elődöntőbe jutott, ahol 11–5-ös vereséget szenvedett a későbbi bajnok Peter Wright ellen. Gurney az első tornagyőzelmét a PDC-nél egy Players Championship állomáson szerezte, ahol Kim Huybrechtset győzte le a döntőben 6–3 arányban. Még ebben az évben megszerezte első kiemelt tornagyőzelmét Gurney a World Grand Prix-n, ahol a döntőben az ausztrál Simon Whitlock ellen diadalmaskodott.
2018-ban a Players Championship Finals lett a neve mellé írva, Van Gerwent legyőzve. Ez a második nagytorna-győzelme volt.
2019-ben a Premier League elődöntőjében esett ki.
2020-ban három kilencnyilast is elszenvedett. A UK Openen Michael van Gerwentől, a Premier League-ben Michael Smith-től és Peter Wright-tól is. 
A vb negyeddöntőben legközelebb 2021-ben volt, egy hirtelen halál meccsen Gerwyn Pricetól kapott ki.

## Világbajnoki szereplései

### BDO
- 2009: Második kör (vereség  Martin Adams ellen 2–4)
- 2010: Második kör (vereség  Martin Adams ellen 1–4)

### PDC
- 2013: Második kör (vereség  Dave Chisnall ellen 1–4)
- 2015: Első kör kör (vereség  Ronnie Baxter ellen 1–3)
- 2016: Második kör (vereség  Gary Anderson ellen 1–4)
- 2017: Negyeddöntő (vereség  Michael van Gerwen ellen 1–5)
- 2018: Második kör (vereség  John Henderson ellen 2–4)
- 2019: Harmadik kör (vereség  Jamie Lewis ellen 3–4)
- 2020: Harmadik kör (vereség  Glen Durrant ellen 2–4)
- 2021: Negyeddöntő (vereség  Gerwyn Price ellen 4–5)
- 2022: Harmadik kör (vereség  Rob Cross ellen 3–4)
- 2023: Második kör (vereség  Alan Soutar ellen 0–3)
- 2024: Negyedik kör (vereség  Dave Chisnall ellen 2–4)
- 2025: Harmadik kör (vereség  Jonny Clayton ellen 3–4)

## Döntői

### WDF nagytornák: 1 döntős szereplés
| Eredmény | Sorszám | Év   | Bajnokság      | Ellenfél a döntőben | Pontok   |
| Döntős   | 1.      | 2008 | WDF Europe Cup | Mark Webster        | 0–4 (sz) |

### PDC nagytornák: 2 döntős szereplés
| Történet                          |
| World Grand Prix (1–0)            |
| Players Championship Finals (1–0) |

| Eredmény | Sorszám | Év   | Bajnokság                   | Ellenfél a döntőben | Pontok   |
| Győztes  | 1.      | 2017 | World Grand Prix            | Simon Whitlock      | 5–4 (sz) |
| Győztes  | 2.      | 2018 | Players Championship Finals | Michael van Gerwen  | 11–9 (l) |

### PDC World Series of Darts tornák: 2 döntős szereplés
| Eredmény | Sorszám | Év   | Bajnokság               | Ellenfél a döntőben | Pontok  |
| Döntős   | 1.      | 2017 | US Darts Masters        | Michael van Gerwen  | 6–8 (l) |
| Döntős   | 2.      | 2019 | Melbourne Darts Masters | Michael van Gerwen  | 3–8 (l) |

### PDC csapatversenyek: 1 döntős szereplés
| Eredmény | Sorszám | Év   | Bajnokság          | Ország         | Csapattárs | Ellenfél a döntőben                   | Pontok   |
| Győztes  | 1.      | 2025 | World Cup of Darts | Észak-Írország | Josh Rock  | Wales (Gerwyn Price és Jonny Clayton) | 10–9 (l) |

1. 1 2 3 4  (l) = pontszám legekben, (sz) = pontszám szettekben, (m) = pontszám mérkőzésekben.

## További tornagyőzelmei
| Players Championships - Players Championship (BAR): 2017, 2019 European Tour Events - German Darts Championship: 2019 PDC-csapatvilágbajnokság - PDC World Cup of Darts (csapat): 2025 | - England Masters: 2012 - Ireland Players Championship: 2014 - Northern Ireland Open: 2012 - Tom Kirby Memorial Trophy: 2012, 2014 |